# Burke River (Georgina River)
Der Burke River ist ein Fluss im Südwesten des australischen Bundesstaates Queensland. Er führt nicht ganzjährig Wasser.

## Geographie

### Flusslauf
Der Fluss entspringt an den Osthängen der Standish Ranges nördlich von Boulia und südlich von Mount Isa. Er fließt nach Süden durch Boulia. Dort wendet er seinen Lauf nach Südwesten und mündet nordöstlich der Simpson-Wüste in den Georgina River.

### Nebenflüsse mit Mündungshöhen
- Yellow Waterhole Creek – 288 m
- Limestone Creek – 286 m
- Pilgrim Creek – 276 m
- Monastery Creek – 272 m
- Don Creek – 244 m
- Boundary Creek – 235 m
- Ibis Creek – 234 m
- Mort River – 230 m
- Digby Creek – 222 m
- Stranger Creek – 214 m
- Six Mile Creek – 180 m
- Bengeacca Creek – 145 m[1]

### Durchflossene Seen
Der Burke River durchfließt einige Wasserlöcher, die meist auch dann mit Wasser gefüllt ist, wenn der Fluss selbst trocken liegt:
- Ninmaroo Waterhole – 185 m
- Twelve Mile Waterhole – 140 m[1]

## Namensherkunft
Der Burke River wurde in Gedenken an Robert O’Hara Burke von der Expedition von Burke und Wills benannt.